# Global RallyCrosss – Atlanta Motor Speedway 2013
Global RallyCrosss na Atlanta Motor Speedway. 2013 – 7 runda Global RallyCross sezonu 2013. Zawody rozegrano 10 sierpnia na asfaltowo-szutrowej trasie wykorzystującej prostą startową oraz aleję serwisową toru Atlanta Motor Speedway. Linia startu znajdowała się w alei serwisowej, a mety na prostej startowej.

## Lista startowa
| Konstruktor                     | Samochód               | Zespół                                     | Nr  | Kierowca          |
| ------------------------------- | ---------------------- | ------------------------------------------ | --- | ----------------- |
| Hoonigan Racing Division        | Ford Fiesta ST         | Hoonigan Racing Division                   | 43  | Ken Block         |
| Olsbergs MSE                    | Ford Fiesta ST         | Olsbergs MSE                               | 18  | Patrik Sandell    |
| Olsbergs MSE                    | Ford Fiesta ST         | Rockstar Energy Olsbergs MSE               | 34  | Tanner Foust      |
| Olsbergs MSE                    | Ford Fiesta ST         | Rockstar Energy Metal Mulisha Olsbergs MSE | 38  | Brian Deegan      |
| Olsbergs MSE                    | Ford Fiesta ST         | Bluebeam Olsbergs MSE                      | 57  | Toomas Heikkinen  |
| OMSE2                           | Ford Fiesta ST         | Royal Purple OMSE2                         | 32  | Steve Arpin       |
| OMSE2                           | Ford Fiesta ST         | Rdio OMSE2                                 | 77  | Scott Speed       |
| Pastrana Racing                 | Dodge Dart             | Pastrana Racing                            | 99  | Henning Solberg   |
| Pastrana Racing                 | Dodge Dart             | Pastrana Racing                            | 199 | Timur Timerzjanow |
| Subaru Puma Rallycross Team USA | Subaru Impreza WRX STI | Subaru Puma Rallycross Team USA            | 11  | Sverre Isachsen   |
| Subaru Puma Rallycross Team USA | Subaru Impreza WRX STI | Subaru Puma Rallycross Team USA            | 40  | Dave Mirra        |
| Subaru Puma Rallycross Team USA | Subaru Impreza WRX STI | Subaru Puma Rallycross Team USA            | 81  | Bucky Lasek       |

## Kwalifikacje
| Pozycja | Kierowca          | Zespół                   | Samochód               | Czas   |
| ------- | ----------------- | ------------------------ | ---------------------- | ------ |
| 1       | Toomas Heikkinen  | OlsbergsMSE              | Ford Fiesta ST         | 31.739 |
| 2       | Ken Block         | Hoonigan Racing Division | Ford Fiesta ST         | 32.054 |
| 3       | Brian Deegan      | OlsbergsMSE              | Ford Fiesta ST         | 32.274 |
| 4       | Patrik Sandell    | OlsbergsMSE              | Ford Fiesta ST         | 32.632 |
| 5       | Bucky Lasek       | Subaru PUMA Rallycross   | Subaru Impreza WRX STI | 33.192 |
| 6       | Tanner Foust      | OlsbergsMSE              | Ford Fiesta ST         | 33.230 |
| 7       | Sverre Isachsen   | Subaru PUMA Rallycross   | Subaru Impreza WRX STI | 33.671 |
| 8       | Steve Arpin       | OMSE2                    | Ford Fiesta ST         | 33.990 |
| 9       | Dave Mirra        | Subaru PUMA Rallycross   | Subaru Impreza WRX STI | 34.195 |
| 10      | Scott Speed       | OMSE2                    | Ford Fiesta ST         | 34.300 |
| 11      | Timur Timerzjanow | Pastrana Racing          | Dodge Dart             | 35.026 |
| 12      | Henning Solberg   | Pastrana Racing          | Dodge Dart             |        |

## Wyścig

### Półfinał I - 6 okr.
| Nr | Kierowca         | Zespół                 | Samochód               |
| -- | ---------------- | ---------------------- | ---------------------- |
| 77 | Scott Speed      | OMSE2                  | Ford Fiesta ST         |
| 57 | Toomas Heikkinen | OlsbergsMSE            | Ford Fiesta ST         |
| 11 | Sverre Isachsen  | Subaru PUMA Rallycross | Subaru Impreza WRX STI |
| 18 | Patrik Sandell   | OlsbergsMSE            | Ford Fiesta ST         |

W wyścigu udziału nie wziął Patrik Sandell, gdyż podczas kwalifikacji w jego Fieście wybuchł silnik. Na starcie Heikkinen wyszedł na prowadzenie. W pierwszym zakręcie został potrącony przez Isachsena, po czym niewiele brakowało by dachował. Na początku wyścigu ze skrótu skorzystali Heikkinen i Isachsen. Norweg na pierwszym okrążeniu spadł za Speeda, który na drugim kółku pojechał skrótem utrzymując drugą pozycję. Heikkinen dojechał do mety na pierwszej pozycji.
| Pozycja | Kierowca         | Zespół                 | Samochód               |
| ------- | ---------------- | ---------------------- | ---------------------- |
| 1       | Toomas Heikkinen | OlsbergsMSE            | Ford Fiesta ST         |
| 2       | Scott Speed      | OMSE2                  | Ford Fiesta ST         |
| 3       | Sverre Isachsen  | Subaru PUMA Rallycross | Subaru Impreza WRX STI |
| 4       | Patrik Sandell   | OlsbergsMSE            | Ford Fiesta ST         |

### Półfinał II - 6 okr.
| Nr  | Kierowca          | Zespół                   | Samochód               |
| --- | ----------------- | ------------------------ | ---------------------- |
| 43  | Ken Block         | Hoonigan Racing Division | Ford Fiesta ST         |
| 32  | Steve Arpin       | OMSE2                    | Ford Fiesta ST         |
| 81  | Bucky Lasek       | Subaru PUMA Rallycross   | Subaru Impreza WRX STI |
| 199 | Timur Timerzjanow | Pastrana Racing          | Dodge Dart             |

Na starcie Block wyszedł na prowadzenie, a Arpin znalazł się na drugiej pozycji. Obydwaj pojechali skrótem już na początku utrzymując swoje pozycje. Na pierwszym okrążeniu skrótem pojechał Lasek wyjeżdżając na trzeciej pozycji, a na drugim Timerzjanow pozostając na czwartym miejscu. Lasek doganiał Arpina, ale wyszedł za szeroko z jednego z zakrętów i otarł się o bandę. Block natomiast oddalał się rywalom i ukończył wyścig z przewagą 10 sekund nad Arpinem.
| Pozycja | Kierowca          | Zespół                   | Samochód               |
| ------- | ----------------- | ------------------------ | ---------------------- |
| 1       | Ken Block         | Hoonigan Racing Division | Ford Fiesta ST         |
| 2       | Steve Arpin       | OMSE2                    | Ford Fiesta ST         |
| 3       | Bucky Lasek       | Subaru PUMA Rallycross   | Subaru Impreza WRX STI |
| 4       | Timur Timerzjanow | Pastrana Racing          | Dodge Dart             |

### Półfinał III - 6 okr.
| Nr | Kierowca        | Zespół                 | Samochód               |
| -- | --------------- | ---------------------- | ---------------------- |
| 38 | Brian Deegan    | OlsbergsMSE            | Ford Fiesta ST         |
| 34 | Tanner Foust    | OlsbergsMSE            | Ford Fiesta ST         |
| 40 | Dave Mirra      | Subaru PUMA Rallycross | Subaru Impreza WRX STI |
| 99 | Henning Solberg | Pastrana Racing        | Dodge Dart             |

Tanner Foust najlepiej wystartował do wyścigu i objął prowadzenie, a tuż za nim znalazł się Brian Deegan. W pierwszym zakręcie Henning Solberg wyprzedził Dave’a Mirrę po zewnętrznej, a w kolejnym łuku znalazł się przed Deeganem atakując go po wewnętrznej. Pierwsza dwójka od razu skorzystała ze skrótu utrzymując swoje pozycje. Na kolejnym okrążeniu skrótem pojechali Deegan i Mirra wyprzedzając Solberga, który później odpadł z wyścigu. Mirra zbliżył się do Deegana i czekał na okazję do ataku, Deegan jednak obronił drugą pozycję do mety wyścigu, w którym najszybszy był Tanner Foust.
| Pozycja | Kierowca        | Zespół                 | Samochód               |
| ------- | --------------- | ---------------------- | ---------------------- |
| 1       | Tanner Foust    | OlsbergsMSE            | Ford Fiesta ST         |
| 2       | Brian Deegan    | OlsbergsMSE            | Ford Fiesta ST         |
| 3       | Dave Mirra      | Subaru PUMA Rallycross | Subaru Impreza WRX STI |
| 4       | Henning Solberg | Pastrana Racing        | Dodge Dart             |

### Wyścig ostatniej szansy - 4 okr.
| Nr  | Kierowca          | Zespół                 | Samochód               |
| --- | ----------------- | ---------------------- | ---------------------- |
| 81  | Bucky Lasek       | Subaru PUMA Rallycross | Subaru Impreza WRX STI |
| 11  | Sverre Isachsen   | Subaru PUMA Rallycross | Subaru Impreza WRX STI |
| 40  | Dave Mirra        | Subaru PUMA Rallycross | Subaru Impreza WRX STI |
| 18  | Patrik Sandell    | OlsbergsMSE            | Ford Fiesta ST         |
| 199 | Timur Timerzjanow | Pastrana Racing        | Dodge Dart             |
| 99  | Henning Solberg   | Pastrana Racing        | Dodge Dart             |

Lasek miał problem ze startem. Prowadzenie objął Mirra, ale na wejściu do pierwszego zakrętu wyprzedził go Timerzjanow. Sandell wpadł na górkę na wewnętrznej zakrętu i podbiło go do góry. Po tym zdarzeniu samochód był mocno uszkodzony i Szwed musiał wycofać się z wyścigu. Solberg został obrócony przez Isachsena w drugim zakręcie. Timerzjanow i Isachsen skorzystali ze skrótu już na początku, po czym znaleźli się na dwóch pierwszych pozycjach. Na drugim okrążeniu skrótem pojechał Mirra awansując w ten sposób na drugą pozycję. Na ostatnim kółku wyprzedził Timerzjanowa, dzięki czemu wygrał wyścig.
| Pozycja | Kierowca          | Zespół                 | Samochód               | Okrążenia | Czas        |
| ------- | ----------------- | ---------------------- | ---------------------- | --------- | ----------- |
| 1       | Dave Mirra        | Subaru PUMA Rallycross | Subaru Impreza WRX STI | 4         | 2:44.067    |
| 2       | Timur Timerzjanow | Pastrana Racing        | Dodge Dart             | 4         | + 00:00.682 |
| 3       | Sverre Isachsen   | Subaru PUMA Rallycross | Subaru Impreza WRX STI | 4         | + 00:02.610 |
| 4       | Henning Solberg   | Pastrana Racing        | Dodge Dart             | 0         | + 4 okr.    |
| 5       | Patrik Sandell    | OlsbergsMSE            | Ford Fiesta ST         | 0         | + 4 okr.    |
| 6       | Bucky Lasek       | Subaru PUMA Rallycross | Subaru Impreza WRX STI | 0         | + 4 okr.    |

### Finał - 10 okr.
| Nr  | Kierowca          | Zespół                   | Samochód               |
| --- | ----------------- | ------------------------ | ---------------------- |
| 43  | Ken Block         | Hoonigan Racing Division | Ford Fiesta ST         |
| 57  | Toomas Heikkinen  | OlsbergsMSE              | Ford Fiesta ST         |
| 34  | Tanner Foust      | OlsbergsMSE              | Ford Fiesta ST         |
| 38  | Brian Deegan      | OlsbergsMSE              | Ford Fiesta ST         |
| 77  | Scott Speed       | OMSE2                    | Ford Fiesta ST         |
| 32  | Steve Arpin       | OMSE2                    | Ford Fiesta ST         |
| 199 | Timur Timerzjanow | Pastrana Racing          | Dodge Dart             |
| 40  | Dave Mirra        | Subaru PUMA Rallycross   | Subaru Impreza WRX STI |
| 11  | Sverre Isachsen   | Subaru PUMA Rallycross   | Subaru Impreza WRX STI |

Na starcie Heikkinen objął prowadzenie, Foust znalazł się na drugiej pozycji, a Deegan na trzeciej. Block miał problem ze startem i nie ruszył do wyścigu. Arpin wpadł na pierwszym zakręcie w bariery i zakończył swój udział w rywalizacji. Heikkinen, Foust, Mirra i Isachsen skorzystali od razu ze skrótu. Pierwsza dwójka utrzymała swoje pozycje, Mirra wyjechał na czwartym miejscu, a Isaschen na szóstym. Speed zaatakował Mirrę w łuku i obrócił jego samochód. Chwilę później Isaschen wyprzedził Speeda i awansował na czwartą pozycję. Na pierwszym kółku skrótem pojechał Timerzjanow wyjeżdżając na szóstej pozycji, a na drugim Speed wyprzedzając Isachsena. Norweg jednak szybko wyprzedził Amerykanina, który chwilę później wycofał się z rywalizacji. Na szóstym okrążeniu z powodu awarii samochodu z wyścigiem pożegnał się Brian Deegan. Foust utrzymywał tempo Heikkinena aż do dziewiątego okrążenia, gdy w jego samochodzie pękła przednia lewa opona. Heikkinen dowiózł pierwszą pozycję do mety, Foust był drugi, a Isaschen trzeci.
| Pozycja | Kierowca          | Zespół                   | Samochód               | Okrążenia | Czas        |
| ------- | ----------------- | ------------------------ | ---------------------- | --------- | ----------- |
| 1       | Toomas Heikkinen  | OlsbergsMSE              | Ford Fiesta ST         | 10        | 5:51.735    |
| 2       | Tanner Foust      | OlsbergsMSE              | Ford Fiesta ST         | 10        | + 00:07.254 |
| 3       | Sverre Isachsen   | Subaru PUMA Rallycross   | Subaru Impreza WRX STI | 10        | + 00:12.475 |
| 4       | Dave Mirra        | Subaru PUMA Rallycross   | Subaru Impreza WRX STI | 10        | + 00:22.617 |
| 5       | Timur Timerzjanow | Pastrana Racing          | Dodge Dart             | 10        | + 00:29.885 |
| 6       | Brian Deegan      | OlsbergsMSE              | Ford Fiesta ST         | 5         | + 5 okr.    |
| 7       | Scott Speed       | OMSE2                    | Ford Fiesta ST         | 3         | + 7 okr.    |
| 8       | Ken Block         | Hoonigan Racing Division | Ford Fiesta ST         | 0         | + 10 okr.   |
| 9       | Steve Arpin       | OMSE2                    | Ford Fiesta ST         | 0         | + 10 okr.   |

## GRC Lites

### Lista startowa
| Zespół                | Nr | Kierowca           |
| --------------------- | -- | ------------------ |
| OlsbergsMSE           | 4  | Tyler Benson       |
| OlsbergsMSE           | 24 | Mitchell de Jong   |
| OlsbergsMSE           | 37 | Sebastian Eriksson |
| OlsbergsMSE           | 65 | Geofrrey Sykes     |
| Set Promotion         | 55 | Alexander Westlund |
| Set Promotion         | 39 | Kevin Eriksson     |
| Set Promotion         | 15 | Reinis Nitišs      |
| Set Promotion         | 93 | Joni Wiman         |
| AD Racing             | 99 | Austin Dyne        |
| Cohesive Front Racing | 88 | Harry Cheung       |

### Wyścig ostatniej szansy - 4 okr.
| Pozycja | Kierowca       | Zespół                | Okrążenia | Czas        |
| ------- | -------------- | --------------------- | --------- | ----------- |
| 1       | Reinis Nitišs  | Set Promotion         | 4         | 2:50.655    |
| 2       | Kevin Eriksson | Set Promotion         | 4         | + 00:01.341 |
| 3       | Geoff Sykes    | OlsbergsMSE           | 4         | + 00:06.881 |
| 4       | Austin Dyne    | AD Racing             | 4         | + 00:08.147 |
| 5       | Harry Cheung   | Cohesive Front Racing | 2         | + 2 okr.    |
| 6       | Tyler Benson   | OlsbergsMSE           | 0         | + 4 okr.    |

### Finał - 10 okr.
| Nr | Kierowca           | Zespół        |
| -- | ------------------ | ------------- |
| 93 | Joni Wiman         | Set Promotion |
| 37 | Sebastian Eriksson | OlsbergsMSE   |
| 55 | Alexander Westlund | Set Promotion |
| 24 | Mitchell de Jong   | Set Promotion |
| 15 | Reinis Nitišs      | Set Promotion |
| 39 | Kevin Eriksson     | Set Promotion |

Sebastian Eriksson i Joni Wiman ruszyli niemal równo do wyścigu. Z pierwszej sekcji zakrętów pierwszy wyszedł Eriksson. Na trzeciej pozycji znalazł się de Jong. Na początku wyścigu ze skrótu skorzystali Eriksson, Wiman, Nitišs i Westlund. Nitišs awansował dzięki temu na trzecią pozycję, a Westlund na piątą. Na kolejnym kółku skrótem pojechał de Jong powracając na trzecią pozycję, a na następnym Kevin Eriksson awansując na czwartą lokatę. Wiman utrzymywał się cały czas za Erikssonem wyprzedzając go pod koniec trzeciego okrążenia. Na piątym okrążeniu Eriksson odzyskał prowadzenie, jednak po twardym lądowaniu na hopie jego samochód nie prowadził się już tak dobrze i kilka zakrętów dalej Wiman ponownie go wyprzedził. Tuż za Erikssonem znalazł się de Jong, który atakował Szweda, lecz ten utrzymywał swoją pozycję. Na dziewiątym okrążeniu de Jong znalazł się na moment przed Erikssonem, ale ten miał lepszą linię jazdy. Na kolejnym okrążeniu de Jong spróbował ponownie, ale i tym razem Szwed trzymał się wewnętrznej i obronił pozycję. Westlund próbujący wykorzystać sytuację wpadł w poślizg i wypadł z toru tracąc jedną pozycję, którą jednak szybko odzyskał. Przed ostatnią szykaną de Jong wyprzedził Erikssona awansując na drugie miejsce, a na pierwszym Joni Wiman spokojnie przekroczył linię mety.
| Pozycja | Kierowca           | Zespół        | Okrążenia | Czas        |
| ------- | ------------------ | ------------- | --------- | ----------- |
| 1       | Joni Wiman         | Set Promotion | 10        | 6:15.747    |
| 2       | Mitchell de Jong   | OlsbergsMSE   | 10        | + 00:06.566 |
| 3       | Sebastian Eriksson | OlsbergsMSE   | 10        | + 00:07.046 |
| 4       | Alexander Westlund | Set Promotion | 10        | + 00:08.942 |
| 5       | Kevin Eriksson     | Set Promotion | 10        | + 00:09.551 |
| 6       | Reinis Nitišs      | Set Promotion | 10        | + 00:10.33  |

## Klasyfikacja po wyścigu

### Kierowcy
| Poz. | Kierowca           | Pkt. |
| ---- | ------------------ | ---- |
| 1    | Toomas Heikkinen   | 139  |
| 2    | Tanner Foust       | 96   |
| 3    | Brian Deegan       | 84   |
| 4    | Ken Block          | 80   |
| 5    | Patrik Sandell     | 75   |
| 6    | Sverre Isachsen    | 65   |
| 7    | Scott Speed        | 63   |
| 8    | Liam Doran         | 59   |
| 9    | Steve Arpin        | 58   |
| 10   | Bucky Lasek        | 35   |
| 11   | Timur Timerzjanow  | 34   |
| 12   | Travis Pastrana    | 32   |
| 13   | Dave Mirra         | 31   |
| 14   | Anton Marklund     | 26   |
| 15   | Mattias Ekström    | 26   |
| 16   | Bryce Menzies      | 21   |
| 17   | Townsend Bell      | 16   |
| 18   | Guilherme Spinelli | 14   |
| 19   | Rhys Millen        | 13   |
| 20   | Nelson Piquet Jr.  | 13   |
| 21   | Henning Solberg    | 7    |
| 22   | Buddy Rice         | 7    |
| 23   | Stéphane Verdier   | 5    |
| 24   | Mauricio Neves     | 5    |
| 25   | Eduardo Marques    | 3    |
| 26   | David Sterckx      | 1    |
| 27   | Nani Roma          | 0    |
| 28   | Carlos Sainz       | 0    |

### Producenci
| Producent | Punkty |
| --------- | ------ |
| Ford      | 264    |
| Subaru    | 109    |
| Dodge     | 94     |

### GRC Lites
| Pozycja | Kierowca           | Punkty |
| ------- | ------------------ | ------ |
| 1       | Joni Wiman         | 84     |
| 2       | Sebastian Eriksson | 62     |
| 3       | Mitchell de Jong   | 55     |
| 4       | Kevin Eriksson     | 53     |
| 5       | Alexander Westlund | 52     |
| 6       | Austin Dyne        | 44     |
| 7       | Geofrrey Sykes     | 40     |
| 8       | Harry Cheung       | 35     |
| 9       | Halid Avdagic      | 29     |
| 10      | Reinis Nitišs      | 23     |
| 11      | Tyler Benson       | 7      |